# Stimmton
Der Stimmton ist das akustische Resultat des im Kehlkopf generierten Phonationsschalls.
Der Stimmton im engeren Sinne beschreibt die momentane Tonhöhe (F0) der Stimme. Der Stimmton im weiteren Sinne beinhaltet auch den Stimmklang, d. h. Klangmerkmale der Stimme, die auf den Sprecher (z. B. sein Geschlecht und sein Alter) schließen lassen. 